# ビギニング!!チャチャ
『ビギニング!!チャチャ』は、1988年11月4日から1989年3月31日まで日本テレビで放送されていたバラエティ番組である。全18回。放送時間は毎週金曜 16:30 - 17:00 （日本標準時）。

## 概要
夕方の帯番組『欽きらリン530!!』で企画された男性アイドルユニット・CHA-CHAがメインを務めていた公開コント番組である。1988年10月14日（金曜） 16:00 - 16:55 に事前特番『お待たせスペシャル!!チャチャ・ワールド』を、同年10月21日（金曜）に放送開始直前1時間スペシャルを放送した後、同年11月4日にレギュラー放送を開始した。また、この番組でJA-JAが誕生した。
番組の終了後、替わって日曜12:00枠で引き続きCHA-CHAがメインを務める『CHA-CHAワールド』がスタートした。
| 日本テレビ 金曜16:30枠                                                | 日本テレビ 金曜16:30枠                                 | 日本テレビ 金曜16:30枠                 |
| 前番組                                                                | 番組名                                                 | 次番組                                 |
| --------------------------------------------------------------------- | ------------------------------------------------------ | -------------------------------------- |
| シティーハンター2 （1988年4月8日 - 1988年9月30日） ※金曜17:30枠へ移動 | ビギニング!!チャチャ （1988年11月4日 - 1989年3月31日） | 新婚物語 再放送（金曜） ※16:00 - 17:00 |